# Neolophonotus noas
Neolophonotus noas är en tvåvingeart som först beskrevs av Walker 1849.  Neolophonotus noas ingår i släktet Neolophonotus och familjen rovflugor. Inga underarter finns listade i Catalogue of Life.